# الملك وأنا (فلم)
الملك وأنا (بالإنجليزية: The King and I) فيلم أمريكي غنائي تم إنتاجه عام 1956. من بطولة يول براينر  بدور «الملك مونغكوت» ملك سيام وديبورا كار  بدور المدرسة البريطانية «آنا ليون أوينز». ومن إخراج «والتر لانغ». النص السينمائي كتبه «إيرنست ليمان» والنص المسرحي الغنائي كتبه «أوسكار هامرستاين». أما الرواية التي استند إليها الفيلم فهي للكاتبة «مارغريت لاندن» وعنوانها «أنا وملك سيام» والفيلم من إنتاج تونتيث سينتشوري فوكس. وقد نال يول براينر جائزة الأوسكار كأحسن ممثل عن دوره في الفيلم. ونالت ديبورا كار جائزة جولدن جلوب لأفضل ممثلة عن دورها في الفيلم.

## ملخص الفيلم
السيدة «آنا ليون أوينز» أرملة بريطانية تصل إلى بانكوك مع ابنها «لويس» خلال الستينات من القرن التاسع عشر تنفيذا لعقد وقعته للعمل كمدرسة لغة إنجليزية لأبناء ملك سيام. ولكنها تفاجأ عند وصولها بأنها لم تحصل على بيت مستقل خارج القصر كما أتفق عليه في العقد فهددت بفسخه لتعود أدراجها إلى بريطانيا. إلا أنها تقع في حب أبناء الملك الصغار جميعا فتقرر البقاء. تتعرض «آنا» لأحداث كثيرة أثناء إقامتها في بانكوك ولكن أهمها وقوعها في حب الملك.

## جوائز
حصل الفيلم على 5 جوائز أوسكار  وحصل على 4 جوائز من فئات أخرى. كما حصل على 7 ترشيحات:
| الجائزة       | فئة الجائزة              | الاسم                                            | السنة |
| ------------- | ------------------------ | ------------------------------------------------ | ----- |
| فوز بالأوسكار | لأفضل ممثل               | يول براينر                                       | 1957  |
| فوز بالأوسكار | لأفضل إخراج فني وديكور   | لايل أر. ويلرجون ديكيروالتر إم. سكوتبول إس. فوكس | 1957  |
| فوز بالأوسكار | لأفضل تصميم ملابس وألوان | أيرين شرف                                        | 1957  |
| فوز بالأوسكار | لأفضل موسيقى             | ألفريد نيومانكين داربي                           | 1957  |
| فوز بالأوسكار | لأفضل تسجيل صوت          | كارلتون و. فوكنر                                 | 1957  |

## روابط خارجية
- مقالات تستعمل روابط فنية بلا صلة مع ويكي بيانات